# Narayanganj
Narayanganj este un oraș din Bangladesh.